# Урицький Мойсей Соломонович
Мойсе́й Соломо́нович Ури́цький (псевдонім: Борецький, 2 [14] січня 1873, Черкаси, Київська губернія, Російська імперія — 30 серпня 1918, Петроград, Росія) — російський революційний і політичний діяч українського єврейського походження, відомий, насамперед, своєю діяльністю на посаді голови Петроградської надзвичайної комісії.

## Життєпис
Народився в єврейській купецькій сім'ї, у трирічному віці залишився без батька. Отримав традиційну релігійну освіту, навчався в гімназії в Черкасах (перша державна міська гімназія) та Білій Церкві. У 1897 році закінчив юридичний факультет Київського університету.
У революційному русі з початку 1890-х років. Член РСДРП з 1898 року. У 1899 заарештований, засланий до Якутської губернію. Після 2-го з'їзду РСДРП (1903) меншовик. Учасник Революції 1905 року в Петербурзі, Красноярську. У 1906 заарештований, засланий до Вологди, потім в Архангельську губернію. У серпні 1912 року — учасник соціал-демократичної конференції у Відні, на VI з'їзді РСДРП (б) увійшов до ЦК як один з лідерів соціал-демократичної фракції «межрайонцев», яку очолював Троцький.
У 1914 емігрував за кордон. У 1916 мешкав у Стокгольмі. Був кореспондентом паризької пораженської газети «Наше слово», яку редагував Л. Д. Троцький. Працював в «Інституті вивчення соціальних наслідків війни», створеному Ізраїлем Гельфандом (Парвусом).
Після Лютневої революції 1917 повернувся в Петроград, увійшов до групи «міжрайонців», разом з якими був прийнятий у більшовицьку партію на 6 — м з'їзді РСДРП (б); на з'їзді обрано членом ЦК РСДРП (б). У серпні 1917 року введений більшовиками в комісію з виборів в Установчі Збори, став голосним Петроградської Думи. У цей же час працював у газеті «Правда», журналі «Вперед» та інших партійних виданнях.
У жовтневі дні 1917 член Військово-революційного партійного центру з керівництва збройним повстанням, член Петроградського ВРК. Після перемоги революції комісар міністерства закордонних справ, потім комісар Всеросійської комісії у справах скликання Установчих зборів. Організував розпуск Всеросійських установчих зборів.
У лютому 1918 член Комітету революційної оборони Петрограда. У питанні про укладення Брестського миру 1918 примикав до «лівих комуністів». На 7-му з'їзді РКП (б) обраний кандидатом в члени ЦК. З 10 березня 1918 голова Петроградської ЧК. З квітня 1918 поєднував цю посаду з посадою комісара внутрішніх справ Північної області.
Адреса проживання в Петрограді: 1917 — 30 серпня 1918 року — прибутковий будинок — 8-а лінія, 9, кв. 7.
Вранці 30 серпня 1918 убитий у вестибюлі Народного Комісаріату внутрішніх справ Петрокоммуни (на Палацовій площі) Леонідом Каннегісером, який заявив, що мстився за розстріл свого друга, голови підпільної організації Михайлівського артилерійського училища Перельцвейгера. Сам Каннегісер належав до невеликої партії народних соціалістів, лідер якої, Микола Чайковський, щойно очолив маріонетковий проанглійський уряд в Архангельську. Вбивство Урицького і одночасний замах на Леніна мали стати сигналом до спроби перевороту, підготовленого англійською дипломатичною місією («змова послів»).
Похований на Марсовому полі.

## Критика

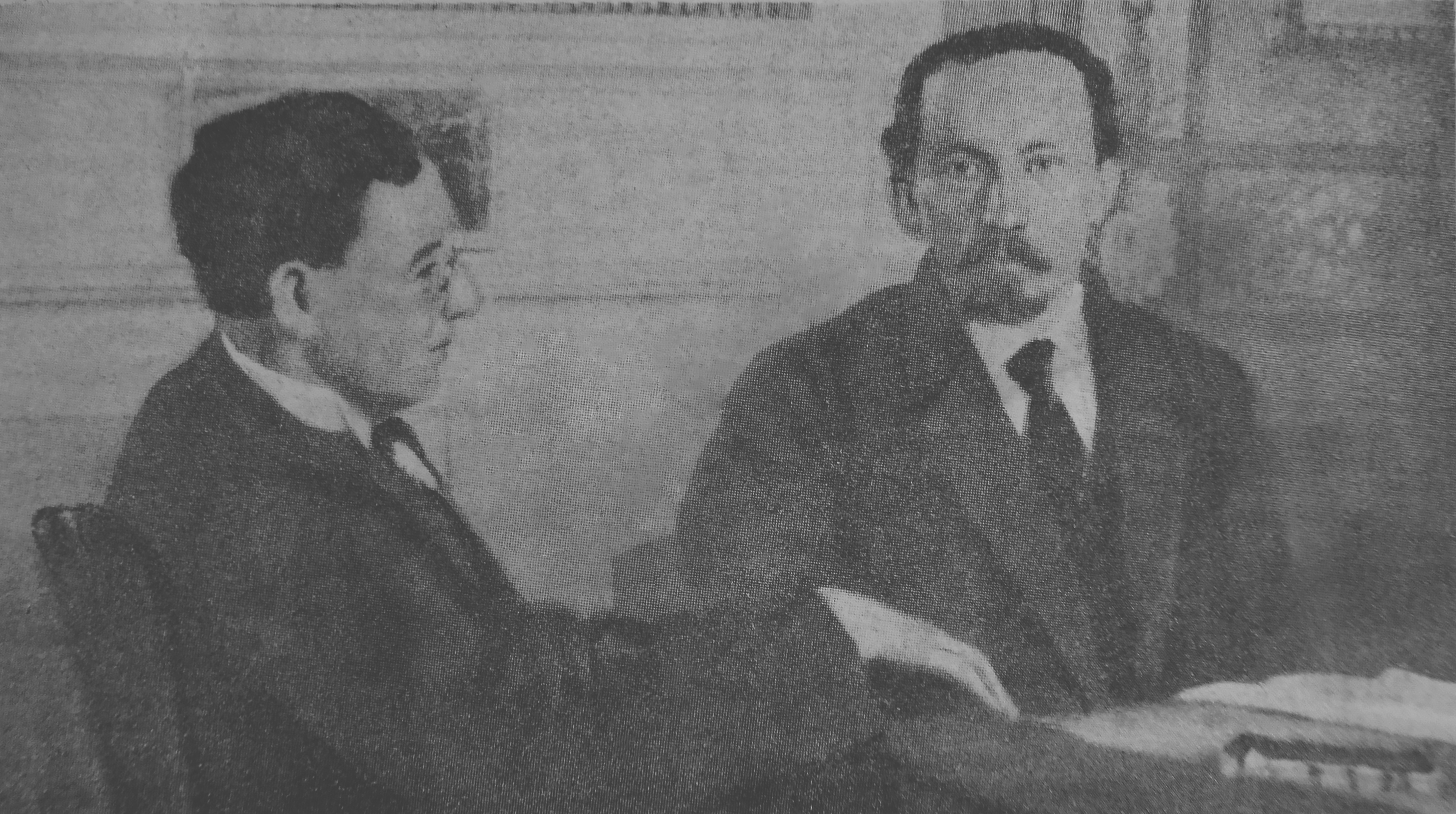
Мойсей Урицький, голова Петроградської надзвичайної комісії ЧК та Микола Подвойський, Народний Комісар з Військових Справ, Петроград 1917

М. С. Урицького звинувачують у початку масових репресій відносно супротивників нової влади, а також в особистій жорстокості. За деякими оцінками, кількість жертв, убитих за його наказом, становила не менше 5 тис. осіб. Але є інші свідчення: Чекіст М. Лацис стверджував, що за першу половину 1918 ЧК розстріляло 22 людини. Мельгунов за газетними джерелами нарахував 884 людини (без поділу репресованих на карних злочинців і політичних), у тому числі 300 — в Петроградській ВЧК.
— У «оригіналі» цієї цитати (у С. П. Мельгунова) зазначено 13 вироків.
Однак 12 червня 1918 конференція більшовиків ПетроЧК винесла спеціальне рішення, пропонувало "ЦК партії відкликати Урицького з його поста і замінити товаришем, здатним провести тактику нещадного припинення та боротьби з ворожими елементами".

## Пам'ять
Ім'ям Урицького було названо місто Урицьк (раніше Лигово, нині один з районів Санкт-Петербурга), селище Форт-Урицького (нині Форт-Шевченко), а також села Урицьке в Костанайської області Казахстану (нині Сариколь), Оренбурзької, Липецької, Саратовської областей.
У Ленінграді до 1944 року ім'я Урицького носила Палацова площа.
Вулиці та сквери Урицького існують у багатьох великих містах Росії та СНД: Архангельську, Астрахані, Брянську, Володимирі, Воронежі, Гродно, Гомелі, Єкатеринбурзі, Іркутську, Кірові, Коврові Королеві, Костанай, Красноярську, Кривому Розі, Кургані, Липецьку, Новосибірську, Пензі, Рязані, Самарі, Смоленську, Ульяновську, Уфі, Ярославлі, Дубні, в також районних центрах: Бобруйську, Істрі, Богородицька, Лузі, Магнітогорську, Люберцях, Павлівський Посад, Орєхово-Зуєва, Солнечногорську, Переславлі-Заліському, Серпухові, Таганрозі, Ульяновську, Усть-Каменогорську і Уссурійську.
У Казані існує парк імені Урицького.
Ім'я Урицького носив тролейбусний завод у місті Енгельс Саратовської області.
В Черкасах на честь Урицького була перейменована вулиця Хрещатик (зараз вулиці повернуто історичну назву). Іменем Урицького було назване Черкаське пожежно-технічне училище МВС СРСР, Черкаський інститут пожежної безпеки імені Героїв Чорнобиля Національного університету цивільного захисту України.
В Києві була вулиця Урицького (тепер вулиця Митрополита Василя Липківського) та площа Урицького (тепер Солом'янська площа). У місті Ромни Сумської області також була вулиця Урицького (тепер вулиця Гетьмана Мазепи).
Село:
- Урицьке — згідно декомунізації перейменовано в Святотроїцьке, Запорізька область, Розівський район